# Ernst Haberbier
Ernst Haberbier (Königsberg avui Kaliningrad, 5 d'octubre de 1813 - Bergen, Noruega, 12 de març de 1869) fou un compositor i pianista alemany.
El 1832 s'establí a Sant Petersburg, on assolí un grandiós èxit com a concertista i com a professor de piano, havent contat entre els seus alumnes a la gran duquessa Alexandra i el pianista danès Asger Hamerik. El 1850 emprengué una gira per l'estranger; morí mentre donava un concert en la població de Bergen. Entre les seves composicions hi figuren uns Estudis-poesies.